# Amnèsia infantil
L'amnèsia infantil o amnèsia de la infantesa és la incapacitat comuna dels adults de recordar els primers anys de la seua infantesa. L'amnèsia infantil sol cobrir fets del naixement a l'entorn dels tres a quatre anys.

## Caracterització
L'amnèsia infantil es caracteritza per la relativa absència de memòria abans dels 3 o 4 anys. El terme no es refereix a l'absència total de records, sinó a la relativa escassetat de records sobre la infantesa. A més, el límit n'és variable i pot ser influenciat per experiències individuals i factors culturals.
La recerca ha demostrat que els infants són aprenents experts i ràpids a adquirir i retenir informació. Els xiquets i xiquetes recorden fets; però aquests records accessibles per als infants es perden a causa de l'amnèsia infantil en l'edat adulta.
La recerca sobre l'amnèsia infantil sol emprar esdeveniments fàcilment verificables i molt destacats, com ara el naixement d'un germà, per evitar problemes de manca de fiabilitat dels records infantils.
L'amnèsia infantil s'ha investigat durant molts anys en adults, i més tard en infants. Aquest estudi fou un seguiment de dos anys i l'extensió d'un estudi anterior. Als xiquets i xiquetes (4-13 anys) se'ls demanà inicialment i dos anys després pels seus tres primers records. En el seguiment, l'edat en el moment d'aquestes memòries es mogué fins a uns mesos més tard, amb els infants més petits amb poques probabilitats de proporcionar els mateixos records. D'altra banda, quan se'ls donava suggeriments sobre records de dos anys abans, molts encara no els recordaven. Per contra, els infants majors eren més propensos a recordar els mateixos records.

## Teories i hipòtesis

### Hipòtesi neurològica
Sheena A. Josselyn i Paul W. Frankland van crear una hipòtesi neurològica que considera que en la infantesa l'hipocamp, encarregat de l'aprenentatge i la memòria, està en plena expansió de la neurogènesi (creació de neurones noves). Com que l'hipocamp encara està en desenvolupament, no pot emmagatzemar records a llarg termini i origina l'oblit de records en l'edat adulta.

### Teoria del ser
Howe i Courage feren l'any 1993 uns experiments per explicar aquest fenomen, i ho publicaren en l'article "On resolving the enigma of infantile amnesia". En el seu primer experiment ensenyaren a alguns xiquets, d'un en un, on era un peluix de lleó i després de dues setmanes tornaren al mateix lloc per veure si podien recordar on era el lleó: només dos xiquets ho pogueren recordar, car eren una mica més grans que els altres. El seu segon experiment era “la prova de l'espill”, que consistia que els infants es mirassen a l'espill i veure'n la reacció; en veure's a l'espill els xiquets somreien, però després els tacaven el nas i els tornaven a posar davant de l'espill: la majoria d'infants no pogueren reconéixer que tenien el nas tacat, tret dels dos xiquets que en el primer experiment sí que recordaven on era el lleó. Amb això van poder concloure que els infants no comencen a construir els records fins que no tenen un autoconcepte i una consciència d'identitat, de ser.

### Teoria de Martin Conway
Martin Conway afirma que els records de la infantesa es queden oblidats en el conscient; aquests, però, queden en l'inconscient de tal manera que poden influir en les nostres decisions conscients. Ho explica convidant-nos a fer un exercici: "si aquesta nit tractes de recordar tot el que has fet durant el dia, probablement en recordaràs 15 coses, però si demà tractes de recordar tot el que feres ahir en recordaràs encara menys coses i si en un mes vols recordar-les probablement no en recordaries cap. La clau n'és que al principi ho podies recordar quasi tot, així que probablement els records estiguen ací; per això quan diem que els oblidem no és que en realitat els hàgem oblidat sinó que aquests records s'emmagatzemen en l'inconscient i es tornen inaccessibles per al conscient; el mateix passa amb els records de la infantesa".

### Teoria de Freud
Freud, que anomenà així aquest fenomen, va dir que a causa de la repressió es van perdent els records. També observa que el límit n'és variable i pot ser influenciat per experiències individuals i factors culturals. Però aquesta idea controvertida resultà negada, ja que Freud només estudià sobre records d'adults i desenvolupà idees lligades a la perversió sexual en la infantesa que no poden ser comprovades, perquè l'activitat dels infants era invisible als ulls científics; no es podia saber què és el que pensaven perquè encara no tenen la capacitat de la parla.

### Teoria sociolingüística
El nostre pensament se sustenta en el llenguatge, de manera que mentre que aquest no es trobe plenament desenvolupat no es podran emmagatzemar records en la memòria autobiogràfica, perquè no hi ha la possibilitat de pensar de manera conscient i reflexiva sobre el que ens succeeix (Hudson i Sheffield, 1998).